# Kása Zoltán
Kása Zoltán (Szilágyborzás, 1948. május 12. –) erdélyi magyar informatikus, egyetemi tanár, wikipédista.

## Életpályája
Iskoláit Margittán végezte, ahol 1966-ban érettségizett. 1971-ben számítógép szakot végzett a kolozsvári Babeș–Bolyai Tudományegyetem matematika–mechanika karán. 1971–2008 között ugyanott tanársegéd (1971), adjunktus (1990), docens (1992), egyetemi tanár (1998), doktorátusvezető (2005). 1998–2000 és 2004–2007 között dékánhelyettes a matematika és informatika karon, 2000–2004 között rektorhelyettes. 2008-tól a Sapientia Erdélyi Magyar Tudományegyetem marosvásárhelyi karán egyetemi tanár, az egyetem tudományos igazgatója (2008–2012), a szenátus elnöke (2012–2016). 2018-tól nyugdíjas, professor emeritus.
Különböző hazai és külföldi szakmai társulatok tagja, 1992–1994 között az Erdélyi Magyar Műszaki Tudományos Társaság alelnöke, 2007–2011 között a Kolozsvári Akadémiai Bizottság alelnöke. A kolozsvári Matlap szerkesztőbizottsági tagja, a FIRKA főszerkesztője. Az Acta Universitatis Sapientiae Informatica sorozatának felelős szerkesztője volt 2023-ig, utána szerkesztőbizottsági tag. Szerkesztője a Historia Scientiarumnak.

## Munkássága
Elméleti informatikus, kutatási területe a kombinatorika, azon belül a szókombinatorika. Írói álnevei a tudománynépszerűsítésben: Borzási Péter (FIRKA, Szabadság), Bagosi Enikő (FIRKA).

### Könyvei
- Kása Z., Ismerkedés az informatikával, Dacia Kiadó, Kolozsvár, 1983, 166 o.
- Kása Z., Algoritmusok tervezése, Stúdium Kiadó, Kolozsvár, 1994, 120 o. ISBN 973-96342-2-2.
- Kása Z., Robu J., Varga I., Barátkozzunk a számítógéppel, Stúdium Kiadó, Kolozsvár, 1996, 148 pp. ISBN 973-97484-8-1
- Vásárhelyi, J., Kása, Z., Mit şi adevăr despre viruşii PC, Ed. Albastra, Cluj-Napoca, 1996, 231 o. ISBN 973-9215-23-8
- Kása, Z., Pop, H. F., Comunicare în Internet, Editura Albastră, Cluj-Napoca, 1998, 130 o. ISBN 973-9215-61-0
- Kása, Z. Combinatorică cu aplicaţii, Ed. Presa Universitară Clujeană, Cluj-Napoca, 2003, 188 o. ISBN 973-610-152-5
- Bege A., Kása Z., Algoritmikus kombinatorika és számelmélet. Kolozsvári Egyetemi Kiadó, Kolozsvár, 2006. 215 o. ISBN 978-973-610-446-6
- Csörnyei Zoltán, Kása Zoltán, Formális nyelvek és fordítóprogramok, Kolozsvári Egyetemi Kiadó, Kolozsvár, 2007, 197 o. ISBN 978-973-610-505-0
- Gaskó Noémi, Kása Zoltán: Gráfalgoritmusok, Ed. Presa Universitară Clujeană/Kolozsvári Egyetemi Kiadó, 2015. 203 o. ISBN 978-973-595-735-3
- Kása Zoltán: Búcsú a Babeș–Bolyaitól, Scientia Kiadó, 2018. ISBN 978-606-9750-13-1[3] Online hozzáférés

### Könyvfejezetei
- Informatikai algoritmusok I. (szerk. Iványi Antal), ELTE-Eötvös Kiadó, Budapest, 2004. (1. fejezet: Kása Z., Rekurzív egyenletek, 14–37. o.) ISBN 963-463-664-0
- Informatikai algoritmusok II. (szerk. Iványi Antal), ELTE-Eötvös Kiadó, Budapest, 2005. (19. fejezet: Kása Z., Automaták és formális nyelvek, 893–959. o.) ISBN 963-463-775-2
- Algorithms of Informatics I, Foundations (szerk. A. Iványi), Mondat Kiadó, Budapest, 2007. (Chapter 1: Kása Z., Automata and Formal Languages, 13–79 o. Chapter 11: Kása Z., Recurrences, 478–501. o.) ISBN 978-963-87596-1-0
- Algorithms of Informatics III, Selected topics (szerk. A. Iványi), mondAt Kiadó, Budapest, 2013. (Chapter 25: Kása Z., M-C. Anisiu: Complexity of words, 1237–1289. o.) ISBN 978-963-87596-8-9
- Informatikai algoritmusok III. (szerk. Iványi Antal), ELTE-Eötvös Kiadó, Budapest, 2013. (34. fejezet: Kása Z., M-C. Anisiu: Szavak bonyolultsága, 1697–1739. o.) ISBN 978-963-463-775-2

### Cikkei (válogatás)
- Kása, Z., On k-thin sets and their relation to generalized Ramsey number, Studia Universitatis Babeș-Bolyai, Mathematica, 20 (1975) 54–59.
- Kása, Z., Ţâmbulea, L., Binary trees and number of states in buddy systems, Annales Univ. Sci. Budapestinensis de R. Eötvös Nominatae, Sectio Computatorica, 7 (1987) 3–10.
- Kása, Z., Computing the d-complexity of words by Fibonacci-like sequences, Studia Univ. Babeș-Bolyai, Math. 35, 3 (1990), 49–53.
- Kása, Z., On the d-complexity of strings, Pure Math. Appl., 9, 1–2 (1998) 119–128.
- Ferenczi, S., Kása, Z., Complexity for finite factors of infinite sequences, Theoretical Computer Science, 218 (1999) 177–195.
- Anisiu, M-C., Blázsik, Z., Kása, Z., Maximal Complexity of Finite Words, Pure Math. Appl., 3, 1–2 (2002) 39–48.
- Blázsik, Z., Kása, Z., Dominating Sets in De Bruijn Graphs, Pure Math. Appl., 13, 1–2 (2002) 79–85.
- Anisiu, A. C., Anisiu, V., Kása Z., Properties of palindromes in finite words, Pure Math. Appl. 17, 3–4 (2006) 183–195.
- Anisiu, A. C., Anisiu, V., Kása Z., Total palindrome complexity of finite words, Discrete Mathematics, 310, 1 (2010) 109–114.
- Kása Z., Super-d-complexity of finite words, 8th Joint Conf. on Math. and Comput. Sci. , Selected Papers, 14–17 July 2010, Komárno, Slovakia, Novadat Kiadó, 2011, 257–266.  ISBN 978-963-9056-38-1
- Kása Z., On scattered subword complexity, Acta Universitatis Sapientiae, Informatica, 3, 1 (2011) 127–136.
- Z. Kása, Z. Kátai,  Scattered subwords and composition of naturals, Acta Univ. Sapientiae, Informatica, 4, 2 (2012) 225−236.
- Z. Kása: Warshall's algorithm—survey and applications, Annales Mathematice et Informatice, 54  (2021) 17–31.
- Z. Kása, P. A. Kupán, Cs. Gy. Pătcaş: Methods for the graph realization problem, Acta Universitatis Sapientiae Informatica, 15, 2  (2023) 267–293.

### Tudománytörténeti munkái (válogatás)
- Kása Zoltán, Kolumbán József: Erdélyi matematikusok és informatikusok kutatásai 1990–2001. In  Tizenkét év. Összefoglaló tanulmányok az erdélyi tudományos kutatások 1990–2001 közötti eredményeiről. II. kötet Szerk. Tánczos Vilmos, Tőkés Gyöngyvér. (hely nélkül): Scientia. 2002.   9–24. o.
- A Bolyai-év erdélyi rendezvényei, Természet Világa, 2003. I. különszám, 131–133. o.
- Kult Bolyai v Ruminii (oroszul), Matematika v viszsem obrazovanii, 2004/2 89–92. o. (The Cult of Bolyai in Rumania, Mathematics in Higher Education, Academic Journal, Nizhny Novgorod)
- The Cult of János Bolyai in Transylvania, in: Non-Euclidian Geometry in Modern Physics and Mathematics, Proceedings of the International Conference BGL, Nizhny Novgorod, September 7–11, 2004, 127–133. o.
- Kása Z., Oláh-Gál R.: Lobacsevszkij szülővárosában jártunk, Természet Világa, 2005/5. 230–231. o.
- Vályi Gyula temetése, Műszaki Szemle 37/2007 (Historia Scientiarum 4), 38–40. o.
- A Ferenc József Tudományegyetem kezdete és vége, Műszaki Szemle 46/2009 (Historia Scientiarum 6), 24–27. o.
- Kolozsvári temetőkben nyugvó matematikusok, Természet Világa, 2010/6. 265–267. o.
- Negyven éve hunyt el Gergely Jenő matematikus, Historia Scientiarum 12/2014. 14–24. o.
- A kolozsvári Wald Ábrahám matematikus családja, in: Adalékok a kolozsvári zsidóság múltjához III. Szerkesztette:Schwartz Róbert, MEGA Könyvkiadó, Kolozsvár, 2015. 81–89. old. Online hozzáférés Archiválva 2019. május 30-i dátummal a Wayback Machine-ben
- A kolozsvári egyetemalapítás körülményei 1872-ben. XIII. Tudomány- és Technikatörténeti Konferencia (online) 2021. június 26., Online hozzáférés
- Matematika magyarul a kolozsvári egyetemi oktatásban 1945 után, Alkalmazott Matematikai Lapok, 40, 1 (2023) 79–85. Online hozzáférés

### Tudománynépszerűsítő cikkei (válogatás)
- A játékelmélet nem gyerekjáték, A Hét, Bukarest, 1972/52.
- A programozás művészete, A Hét, Bukarest, 1975/14.
- A számítógépek programozása, Matematikai Lapok, Kolozsvár, 1985/12.
- A programozási nyelvek sokszínű világa, Korunk, Kolozsvár, 1989/5.
- Gondolatok az informatikáról (sorozat), A Hét, 1989. szeptember – 1990. január
- Mértani helyek megsejtése számítógép segítségével, Matematikai Lapok, Kolozsvár, 1990/3, 72–76. o. (társszerzők: M. Frentiu, F.M. Boian)
- Egy informatika feladatról, Matematikai Lapok, Kolozsvár, 1990/8-9, 300–302. o.
- A programozás alkonya?, TETT – Természet–Ember–Tudomány–Technika, Bukarest, 55/1991, 26–28. o.
- Algoritmusok, FIRKA (Fizika InfoRmatika Kémia Alapok), Kolozsvár, 1991/1, 1991/2, 1991/3, 1991/4, 1992/1.
- Számítógép az oktatásban, Iskolakultúra (Budapest), 1993/19, 16–17. o.
- A rekurzív algoritmusok tanításáról, FIRKA, Kolozsvár, 1994–95/1.
- A véletlen számok egy alkalmazásáról, FIRKA, Kolozsvár, 1994–95/2.
- Az ENIAC-tól az Internetig, Szabadság, Kolozsvár, 1996. augusztus 16. Online hozzáférés
- Gráfelméleti szakkifejezésekről, FIRKA, 1998–99/6
- Fájlok, szájtok, hómpédzsek és egyéb linkek, Informatika (Budapest), 7. évf. 4. sz., 2004. 57–60. o.

### Közéleti írásai
- Információ és egyetem, Korunk, 1997/4.
- Egyetemi jegyzetek régi és új formában, Korunk, 1998/9.
- Gondolatok kutatásról és kutatási feltételeinkről, Korunk, 2000/3.
- A kétszázadik Bolyai-év, Korunk, 2002/11.
- Egy amerikai és a Bolyai-kultusz, Korunk, 2004/6.
- Lobacsevszkij szülőföldjén, Szabadság, 2004. október 6. Online hozzáférés
- Egyetemépítési kudarcaink, Korunk, 2004/11.
- A homo interneticus a háló szorításában, Korunk, 2005/6.
- Ellendrukker a kispadon?, Élet és Irodalom, 2006/25, 2006. június 23.
- Kánikulai gondolatok, Szabadság (Kolozsvár), 2006. augusztus 4.
- Propaganda – tudományos köntösben, Szabadság (Kolozsvár), 2006. szeptember 30.
- BBTE és az igazmondás, Szabadság (Kolozsvár), 2007. július 16.
- Szak(anya)nyelvünk, Korunk, 2009/2.
- Szellemi holokauszt, Szabadság (Kolozsvár), 2009. május 18.
- Újságírók segítenek be felelőtlen politikusoknak, Szabadság (Kolozsvár), 2009. augusztus 3.
- Bolyai János emlékére, Szabadság (Kolozsvár), 2010. január 27.
- Pontosítás, Szabadság (Kolozsvár), 2010. február 6.
- „Földöntúli vigasztalás a puszta lénye”, Szabadság, 2012. szeptember 22. Online hozzáférés
- Egyetlen Lobacsevszkij-díjas matematikusunk, Szabadság, 2014. január 11. Online hozzáférés
- 240 éve született Bolyai Farkas, Szabadság, 2015. február 9. Online hozzáférés
- Wikipédia, a 21. század enciklopédiája, Művelődés, 2017. február, Online hozzáférés
- „A Teleki-thékában kedvesen lehet elálmodni az alig kiállható, kedvtelen életet”. 250 éve született Bolyai Farkas, Szabadság, 2025. február 17. Online hozzáférés

### Dokumentumfilm
- Matematika a Bolyain, Rendezte: Kása Zoltán, 2017.

### Kitüntetései
- Neumann-plakett és -oklevél, 2006 (Neumann János Számítógép-tudományi Társaság, Budapest)[4]
- Gr. Mikó Imre-emlékplakett, 2007 (EME, Kolozsvár)
- Szilágysági Magyarok Díszoklevél, 2008 (Báthory István Alapítvány, Szilágysomlyó)
- A Magyar Érdemrend lovagkeresztje, 2017[5]

- Pro Facultate Informatica Emlékérem, ELTE, 2018[6]
- Tudományközvetítés és a tudományos bírálat díja, Kolozsvári Akadémiai Bizottság, 2020[7]
- Arany János-érem (MTA, 2021)[8]